# Che male fa la gelosia/Ritornerà vicino a me
Che male fa la gelosia/Ritornerà vicino a me è un singolo della cantante italiana Nada, pubblicato dalla RCA Talent nel 1969.
Il lato A del disco ha partecipato a Canzonissima di quell'anno.
La canzone del lato A del disco è contenuta nell'album Io l'ho fatto per amore del 1970.
La canzone del lato B del disco è contenuta nell'album Nada del 1969.

## Tracce
1. Che male fa la gelosia (testo di Franco Migliacci; musica di Claudio Mattone) - 3:24
2. Ritornerà vicino a me (testo di Cesare De Natale; musica di Ronnie Lane e Steve Marriott) - 2:50